# Фірлюк мадагаскарський
Фірлю́к мадагаскарський (Eremopterix hova) — вид горобцеподібних птахів родини жайворонкових (Alaudidae). Ендемік Мадагаскару. Раніше цей вид відносили до роду Фірлюк (Mirafra), однак за результатами молекулярно-філогенетичного дослідження він був переведений до роду Жервінчик (Eremopterix).

## Опис

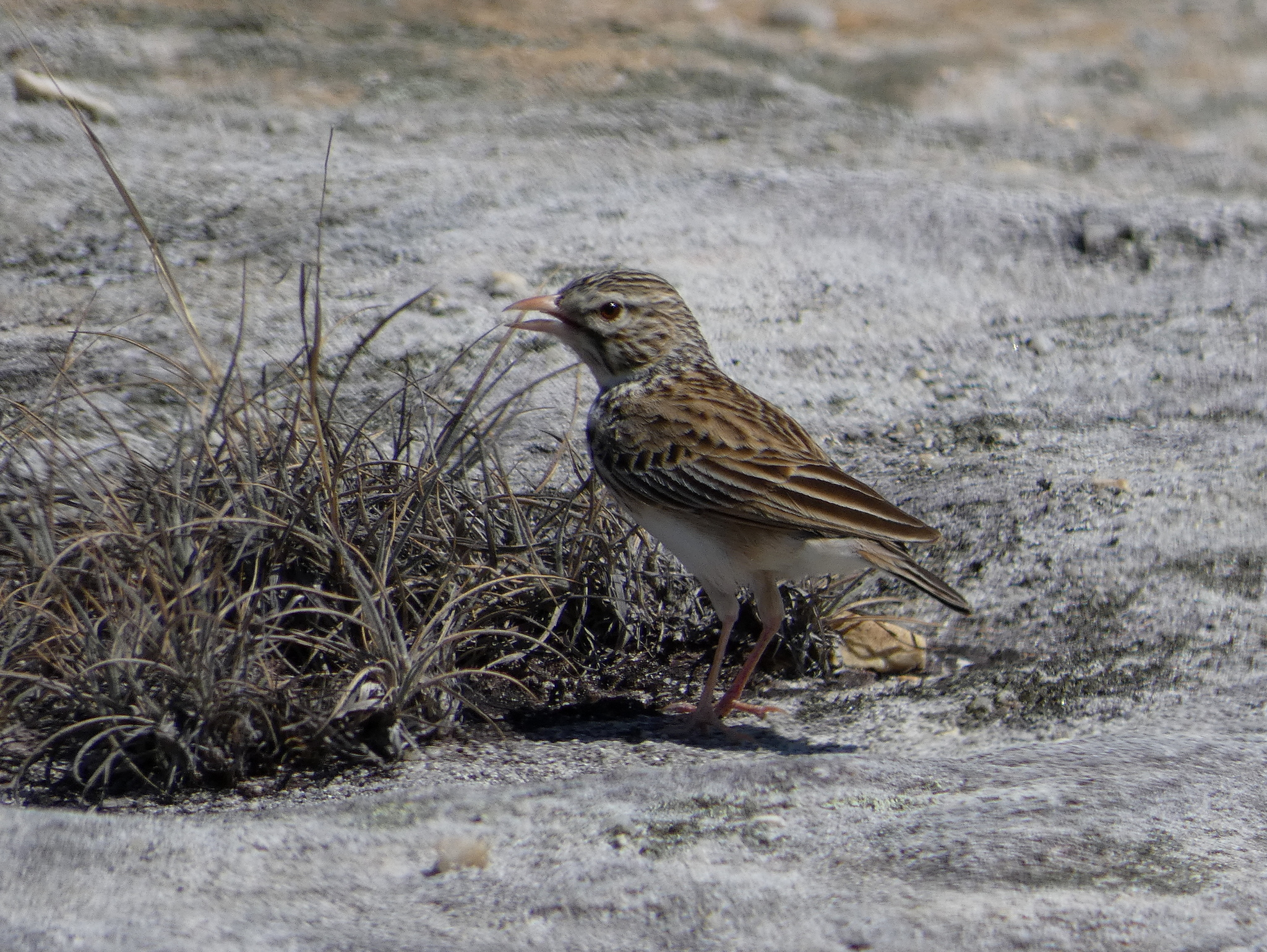
Мадагаскарський фірлюк

Довжина птаха становить 14,5 см, довжина хвоста становить 46 мм, довжина дзьоба становить 11-12 мм. Виду не притаманний статевий диморфізм. Голова рудувато-каштанова, поцяткована коричневими плямками, над очима помітні охристі "брови". Підборіддя і горло білі, на нижній частині горла є чорнуваті плямки. Нижня частина тіла охриста, поцяткована коричневими плямками. Пера на верхній частині тіла мають темні центральні частини і світло-рудувато-коричневі краї, крила більш руді. Хвіст чорнувато-коричневий. Райдужки карі, дзьоб зверху темно-роговий, знизу світліший, лапи червонувато-сірі.

## Поширення і екологія
Мадагаскарські фірлюки є ендеміками острова Мадагаскар. Вони живуть у відкритих місцевостях по всьому острову, переважно в сухих саванах на заході і в колючих чагарникових саванах на півдні острова, менш поширені у вологих саванах на сході Мадагаскара. Вони також часто зустрічаються у відкритих кам'янистих районах на Центральному плато. Ведуть осілий спосіб життя. Гніздяться на землі. В кладці 4-6 охристих або світло-сіруватих яєць, поцяткованих коричнюватими або червонуватими плямками. Під час сезону розмноження самці виконують демонстраційні польоти.